# بدلة القداس

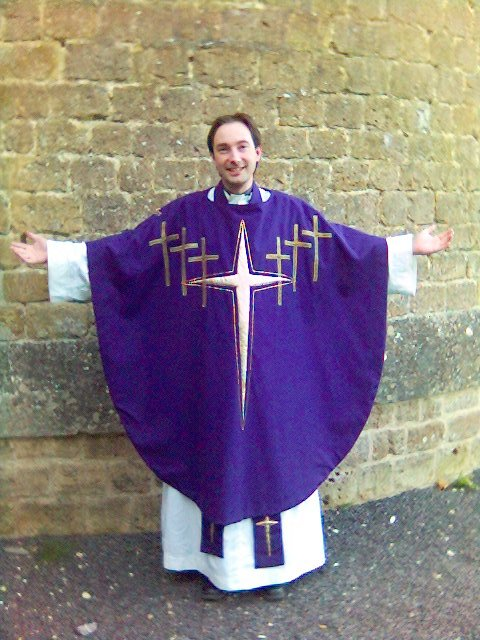
An قس wearing a modern chasuble over كتونة and stole.

بدلة القداس أو رداء كاهن القداس (بالإنجليزية: Chasuble)‏ هو آخر قطعة رداء شعائري يرتديها رجال الدين للاحتفال بالقربان المقدس في الكنائس المسيحية التقليدية الغربية التي تستخدم السترات الكاملة، في المقام الأول في الكاثوليك، الأنجليكانية، اللوثرية، والكنيسة الميثودية المتحدة (خلال الأفخارستيا). في الكنائس الأرثوذكسية الشرقية وفي الكنائس الكاثوليكية في الشعائر الشرقية، الرداء المشابه يسمى فيلونيون.